# Verlag Johannes Leonhardt
Der Verlag Johannes Leonhardt (scherzhaft auch Postkartenleo) diente dem Vertrieb von Ansichtspostkarten und war gleichzeitig eine Papierhandlung für Druckereiartikel jeglicher Art in der sächsischen Residenz- und Landeshauptstadt Dresden. Die Firma hatte ihren Sitz in einem Geschäftshaus in der Altstadt von Dresden, Ziegelstraße 2, Ecke Pillnitzer (Land-)Straße. Das Gebäude ist auch als Dresdner Fröbelhaus bekannt.

## Geschichte

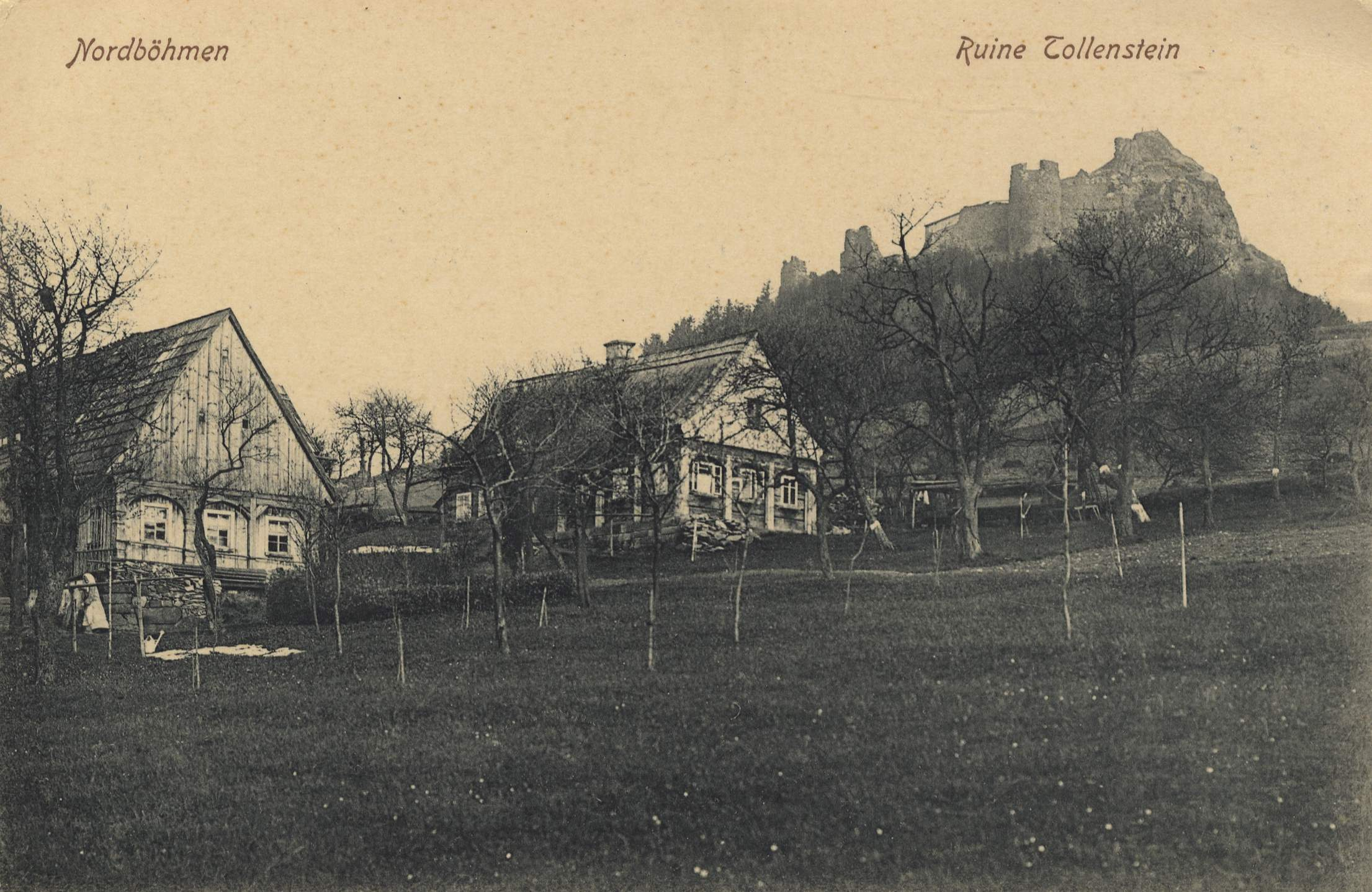
Ruine Tollenstein in Tschechien auf einer Ansichtskarte des Verlags Johannes Leonhardt, um 1912

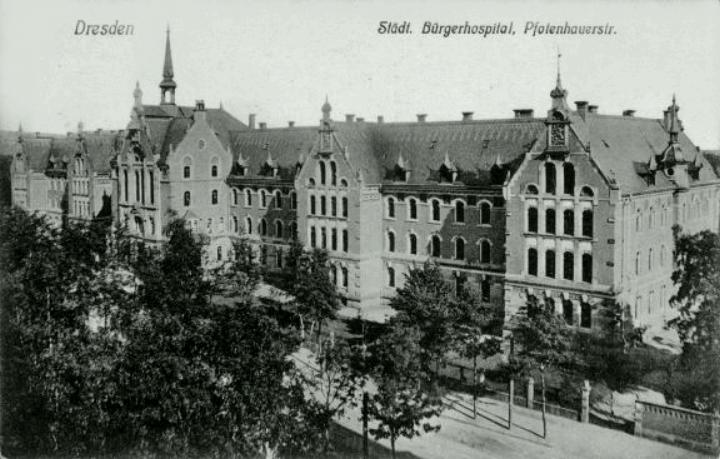
Bürgerheim in Dresden, Ansichtskarte von 1924

Die Geschichte des Verlags und der Papierhandlung Johannes Leonhardt ist relativ wenig erforscht. Das Unternehmen wurde im Jahre 1830 in Dresden gegründet. Der Verlag Rudolf Johannes Leonhardt hatte seinen Sitz zunächst in der Dresdner Brüdergasse 21 und ab 1905 in der Ziegelstraße 2.
Johannes Leonhardt übernahm das Familienunternehmen. Er warb damit, dass in seinem Geschäft Postkarten aller Länder zu erwerben seien. Mit dem Tod von Johannes Leonhardt im Dezember 1930 endete nach genau 100 Jahren die Geschichte des Familienunternehmens.
Im Fröbelhaus konnten außerdem auch Spiele und Kinderbeschäftigungen aller Art käuflich erworben werden.
Zum Verlagsprogramm zählten neben Ansichtskarten aus Dresden, der Sächsischen Schweiz und dem Erzgebirge auch Karten vom benachbarten Böhmen und aus anderen Ländern. Bekannt wurde der Verlag auch durch seine Lichtdruck-Postkarten von Lokomotiven, die auch in größeren Bahnhofsbuchhandlungen vertrieben wurden. Zeitweise hatte daher der Verlag auch eine Filiale in Berlin.